# Luna 1958A
Luna 1958A, auch bekannt unter der Bezeichnung Luna E-1 No.1, war eine sowjetische Mondsonde und sollte als erstes Raumfahrzeug überhaupt das Schwerefeld der Erde überwinden und hart auf dem Mond aufschlagen. Aufgrund resonanter Schwingungen in der Längsachse der Booster (Pogoeffekt) zerbrach die Rakete 92 Sekunden nach dem Start, und die Sonde erreichte nicht das All. Es war geplant, auf dem Flug zum Mond ein Kilogramm Natrium auszustoßen, welches eine von der Erde aus sichtbare Wolke bilden sollte. Somit wollte man die Bahn der Sonde verfolgen. Es folgten noch drei weitere E-1-Missionen, wobei nur die letzte ein teilweiser Erfolg war, da zwar das Schwerefeld der Erde überwunden, der Mond jedoch verfehlt wurde.